# Manuel L. Quezon
Pour les articles homonymes, voir Quezon et MLQ.
Manuel L. Quezon (né à Baler le 19 août 1878, mort à New York le 1er août 1944), parfois désigné sous les initiales MLQ, est un homme d'État philippin. Artisan du processus d'indépendance du pays, il est le premier président du Commonwealth des Philippines. Il est considéré dans ce pays comme le second président après Emilio Aguinaldo, ce dernier n'étant toutefois pas reconnu comme tel par les États-Unis.

## Biographie
Manuel Luis Quezon y Molina est né de parents métis espagnols, son père étant sergent dans l'armée espagnole au temps de la colonisation. Durant la guerre américano-philippine, il est aide de camp d'Emilio Aguinaldo, président de la république des Philippines.
Après le conflit, qui se termine par l'échec du mouvement indépendantiste, Quezon reprend ses études et devient avocat en 1903. En 1906, il est élu gouverneur de Tayabas. En 1907, il est élu à la première assemblée des Philippines, mise en place par l'administration américaine. De 1909 à 1916, il est l'un des deux représentants des Philippines à la Chambre des représentants des États-Unis. Son action d'influence contribue au passage, le 29 août 1916, de la Loi Jones (Jones Law (en)), qui établit aux Philippines l'embryon d'un gouvernement indépendant, ainsi qu'un système parlementaire bicaméral.
Élu sénateur dans la 5e circonscription en 1916, il mène aux États-Unis une succession de missions qui aboutissent, le 24 mars 1934, au passage de l'acte Tydings-McDuffie (en), loi fédérale garantissant l'indépendance des Philippines après une période de transition de dix ans, et l'établissement d'une constitution provisoire.
Le 17 septembre 1935, il est élu président du Commonwealth des Philippines avec 68 % des voix, face à son ancien mentor Emilio Aguinaldo. Il nomme ensuite la première Cour suprême des Philippines, réorganisée pour ne compter que des membres philippins. Dans les années 1930, il fonde une nouvelle ville, destinée à devenir la capitale du pays, et qui prend ensuite le nom de Quezon City. Une modification de la constitution lui permet de se représenter en 1941, et il est réélu avec 82 % des voix.
L'invasion japonaise le force à se réfugier sur Corregidor aux côtés de Douglas MacArthur. Il est ensuite évacué vers l'Australie, puis les États-Unis. Il participe à l'effort de guerre au sein du Conseil de guerre du Pacifique (en), son gouvernement en exil ayant ses bureaux à Washington D.C.
Atteint de tuberculose, il meurt en 1944 à New York sans revoir les Philippines libérées du joug japonais. Après avoir été enterré au cimetière national d'Arlington, son corps est transféré au Cementerio del Norte puis finalement au Quezon Memorial Shrine, à Quezon City. Sergio Osmeña lui succède à la présidence. L'indépendance pleine et entière de la République des Philippines entre en vigueur en 1946, deux ans après la mort de son principal artisan.
La province de Quezon et la ville de Quezon City (qui n'est pas située dans la province homonyme) lui doivent leurs noms.